# Pastinaca calcarea
Pastinaca calcarea är en flockblommig växtart som beskrevs av Koso-pol. Pastinaca calcarea ingår i släktet palsternackor, och familjen flockblommiga växter. Inga underarter finns listade i Catalogue of Life.